# 제37회 모스크바 국제 영화제
제37회 모스크바 국제 영화제는 2015년 6월 19일에 열린 시상식이다.

## 수상 및 후보

### 대상
- 루저스 - 이바일로 리스토브 수상

### 심사위원특별상(실버)
- 아르벤투르 - 이리나 옙테예바 수상

### 여우주연상
- 오를레앙 - 옐레나 랴도바 수상

### 남우주연상
- 툴바 - 자하슐란 포사노브 수상

### 감독상
- 로시타 - 프레더릭 애스폭 수상

### 베스트 다큐멘터리상
- 카텔 랜드 - 매튜 하이네만 수상

### 베스트 단편영화상
- 스나이퍼의 관찰법 - 김윤하 수상

### 월드시네마 공로상
- 장 자크 아노 수상

### 스타니슬라프스키 공로상
- 재클린 비셋 수상

### 공식 단편영화
- Antivirus - Svetlana Axford
- Cardboard Man - DARIA EMELIANOVA
- EVA - Francisco Pareja
- Miss Zahra - 마르쿠스 레무스루수
- Sex & Taxes - 에와 에인혼 외1명
- So Far - Arthur Tabuteau
- 설화 - 김윤식

### 다큐멘터리 경쟁
- LARISA'S CREW - Elena Laskari
- 더 엑스터시 오브 윌코 존슨 - 줄리엔 템플
- 가위 : 수면마비의 기억 - 로드니 에스쳐
- 영 패트리어트 - 두 하이빈
- 더 비지트 - 마이클 매드슨
- 레이싱 익스팅션 - 루이 시호요스

### 단편영화
- 어 테일 오브 러브, 매드니스 앤 데스 - 미하엘 부스토스
- 올 더 페인 인 더 월드 - 토마소 피타
- 배드 앳 댄싱 - 조안나 아르노우
- 블루드 빌로우 더 스킨 - 제니퍼 리더
- 로드트립 - 크사버 실로폰
- 썸웨어 다운 더 라인 - 줄리앙 르나르
- The Rooster - Aleksey Nuzhny
- WE BEAR GOOD NEWS FOR OUR BELOVED COUNTRY, OUR CINEMA IS CELEBRATING ITS 100TH ANNIVERSARY! - 학키 커투루스 외1명

### 특별상영
- 셋이서 가자(À trois on y va) - 제롬 보넬
- BROTHER - BAKHTIYOR KHUDOINAZAROV
- 다이어리 오브 챔버메이드 - 브누와 쟉꼬
- EARTHLY EDEN - ALEXANDR PROSHKIN
- 파 프롬 더 매딩 크라우드 - 토마스 빈터베르그
- Moscow Never Sleeps - 자니 오라일리
- No Borders - 레조 지지네이슈빌리 외2명
- Wind of Oblivion - 하루튠 하차트리안

### 러시아의 발자취
- Florence Fight Club - 스테파노 로랑지
- Girl on Ice - 스테판 크로머
- MOSKVICH MY LOVE - Aram Shahbazyan
- No Comment - Artyom Temnikov
- The Will - NADEJDA PETRENKO

### 8 ½ 필름스
- #KRYMNASH - Vasiliy Sigarev
- 13 미닛츠 - 올리버 히르비겔
- 탈주의 밤 - 장-찰스 휴
- 미소노 유니버스 - 야마시타 노부히로
- 리얼리티 - 쿠엔틴 듀피욱스
- Successors - 블라디미르 코티넨코
- 택시 - 자파르 파나히
- 더 리퍼 - 즈보니미르 주릭
- 버진 마운틴 - 다구르 카리

### 아르헨티나 영화
- 아틀란티다 - 이네스 마리아 바리오누에보
- 베티뷰 - 미구엘 코핸
- 데스 인 부에노스아이레스 - 나탈리아 메타
- Showroom - Fernando Molnar
- 더 미스터리 오브 해피니스 - 다니엘 부르만
- 볼레이 - 마틴 피로얀스키

### 터키 씨네마
- 콜드 - 우구르 유셀
- 우작 - 누리 빌게 제일란
- 피쉬 - 더비스 자임
- 톨 부스 - 톨가 카라셀릭
- 나는 그가 아니다 - 타이푼 피셀리모글루
- Mr. Muhsin - 아뷰즈 투르굴
- 시바스 - 칸 무제시
- 송 오브 마이 마더 - 에롤 민타스
- 신부(영어판) - 뤼트피 아카드
- 더 버터플라이즈 드림 - 일마즈 에르도간

### 미싱 픽쳐스
- 멕시코의 에이젠슈타인 - 피터 그리너웨이
- 루시퍼 - 구스트 판 덴 베르게
- 파솔리니 - 아벨 페라라
- 더 클럽 - 파블로 라라인
- 더 스멜 오브 어스 - 래리 클락

### 회고전
- Meili de dajiao - 양 야조우
- River Without Buoys - 티안-밍 우
- 불사조의 노래 - 오천명
- 블랙 캐논 사건 - 황젠신
- 말도둑 - 톈좡좡
- 천지영웅 - 하평

### 스펙트럼
- 코스모드라마 - 필립 페르난데즈
- 헬리온 - 캣 캔들러
- 라이크 어 캐스트 섀도우 - 마이클 크루메나처
- 워닝 - 베누
- 게임 - 엘로디 나메르
- Ungiven - 브란코 슈미트

### 자유로운 사고
- 시티즌포 - 로라 포이트러스
- 도밍긴호스 - 조아킴 카스트로 외2명
- 드림캐쳐 - 킴 론지노트
- 어 저먼 유스 - 쟝-가브리엘 뻬리오
- 고잉 클리어: 사이언톨로지 앤 더 프리즌 오브 빌리프 - 알렉스 기브니
- 아이 엠 더 피플 - 안나 로우실론
- 님아, 그 강을 건너지 마오 - 진모영
- 오브 멘 앤 워 - 로랑 베큐-레너드
- 더 차이니즈 메이어 - 하오주
- 침묵의 시선 - 조슈아 오펜하이머
- 더 펄 버튼 - 패트리시오 구즈먼
- 토토 앤드 히스 시스터스 - 알레그잔데르 나나우

### 피메일 블라스트
- Banished - Churni Ganguly
- 다이케 하드 - 비테 앤더슨
- 하루코즈 파라노말 라보라토리 - 리사 타케바
- 네 멋대로 사랑해라 - 제나 카토 바스
- 마이 스키니 시스터 - 산나 렌켄
- 앙 - 가와세 나오미

### 트로피컬 유포리아
- 어나더 트립 투 더 문 - 이스마일 바스베스
- 빅 파더, 스몰 파더 앤 아더 스토리즈 - 당 디 판
- 나이트 오브 컵스 - 테렌스 맬릭
- 솔로즈 - 조안나 롬바디
- 텐저린즈 - 자자 우루샤제
- 번식기 - 킴퀴 부이
- 배니싱 포인트 - 짜끄라완 닌탐롱

### 파스빈더 둘러보기
- 순정에 맺은 사랑 - 더글라스 서크
- 데이비드 - 피터 릴리엔탈
- 에피 브리스트 - 라이너 베르너 파스빈더
- 파스빈더: 욕정 없는 사랑 - 크리스티안 브라드 톰슨
- 라 팔로마 - 다니엘 슈미트
- Life Stories: A Conversation with R. W. Fassbinder - Peter W. Jansen
- Lust for Love - 에드가 레이츠
- Murder by Contract - 어빙 러너
- 화해불가 - 장-마리 스트로브
- Red Sun - 루돌프 돔
- Role-Play: Women on Fassbinder - Thomas Honickel
- The Kingdom of Naples - 베르너 슈로에터

### 아르메니안의 비극적 집단학살
- Delivery - 푸른즈 도블라얀
- MEETING AT THE EXHIBITION - Nerses Hovhannisyan
- 라이프 트라이엄프스 - 헨릭 말리안
- 사로얀랜드 - 루신 딩크
- 스크리머스 - 칼라 가라페디안
- 싱잉 인 에그자일 - 나탈리 로세티
- Sunrise over Lake Van - Artak Igityan 외1명

### 불가리아 영화 100주년
- 소외 - 밀코 라자로프
- All Is Love - Borislav Sharaliev
- Canfilm - Zlatin Radev
- Cuckoo - 벨리슬라브 카자코프
- Daisy - Todor Dinov
- De facto - Donyo Donev
- In Passing - Stoian Doukov
- JUNGLE OUTSIDE THE WINDOW - Ivan Veselinov
- Marriage - Slav Bakalov 외1명
- 더 레슨 - 크리스티나 그로제바 외1명
- The Long Way Home - BORIANA PUNCHEVA
- The Merry Man - HENRI KULEV
- The Nightmare - Nikolay Todorov
- The Piano Player - ASYA KOVANOVA 외1명
- The Swimming Pool - Binka Zhelyazkova

### 쿠르드 영화
- 돌에 새긴 기억 - 샤우캇 아민 코르키
- PITZA AND DATES - 파리보즈 캄카리
- THE WOMAN OF MY LIFE - Antoniy Donchev
- 베카스 - 카르잔 케이더

### 울리히 사히들, 방법의 측면
- 애니멀 러브 - 울리히 사히들
- 개같은 나날 - 울리히 사히들
- 지하실에서 - 울리히 사히들

### 장 자크 아노 초상화
- 불을 찾아서 - 장 자크 아노
- 베어 - 장 자크 아노
- 연인 - 장 자크 아노

### 위대한 승리의 70주년
- Faithfulness - 표트르 토도로프스키
- 병사의 아버지 - 레조 치크하이드체
- 그린 하베스트 - 프랑수아 빌리어스
- I’LL BE WAITING FOR YOU - Yakov Segel
- PATCH OF LAND - 안드레이 스미르노브 외1명
- Soldiers - Aleksandr Ivanov
- SONS GO TO WAR - Viktor Turov
- THE STORY OF THE FURIOUS - Boris Babochkin
- Twice - ARKADY SIRENKO
- Two on the Steppes - Anatoliy Efros